# Botte van Herbranda
Botte van Herbranda of Botte Branda (overleden 1529/1533) was een Nederlands bestuurder.

## Biografie
Van Herbranda kan gezien worden als stamvader van de adellijke familie Van Herbranda. Deze familie was van oorsprong afkomstig uit Nes maar kreeg een tak in Buitenpost waar zij de Herbrandastate bewoonde. Volgens Sicke Benninghe was Van Herbranda samen met andere hoofdelingen in 1504 bij Aduard gelegen om de stad Groningen tegen te kunnen houden waarbij een tichelwerk bij Donghorn afbrandde. Van Herbranda wordt in 1505 vermeld als een van de edelen uit Achtkarspelen. In 1506 komt hij voor als grietman van Achtkarspelen.
In 1508 wordt Lieuwe van Lieuwema vermeld als grietman, maar in 1515 is Van Herbranda opnieuw grietman van Achtkarspelen. Botte behoorde tot het kamp van de Gelderse Friezen. Zo was zijn zwager Jancko Douwama. Deze Douwama beschrijft Van Herbranda als zelfzuchtig. Op 3 januari 1517 wordt het bezit van Van Herbanda geconfisqueerd en erfelijk gegeven aan Steffen van Wortzou, accijnsmeester van Kollumerland en Achtkarspelen. In datzelfde jaar werd Syth Allema door Floris van Egmont aangesteld als grietman van Achtkarspelen.  Later zou dit ambt nog bekleed worden door twee van de achterkleinkinderen van Botte: Haye van Herbranda en Feycke van Herbranda.
In Westerlauwers Friesland had Van Herbranda onder meer bezit in Buitenpost, Augustinusga, Anjum en Nes. In Buitenpost bewoonde hij de Herbrandastate, de grootste sate van het dorp. Ook is hij via zijn schoonfamilie eigenaar geworden van de Myensmastate te Buitenpost. Naar dit bezit zou hij zich ook "Botte Meinsma" noemen. Door zijn tweede huwelijk had hij in het Westerkwartier ook bezit verworven te Zuurdijk, Niehove, Den Ham en Ezinge.

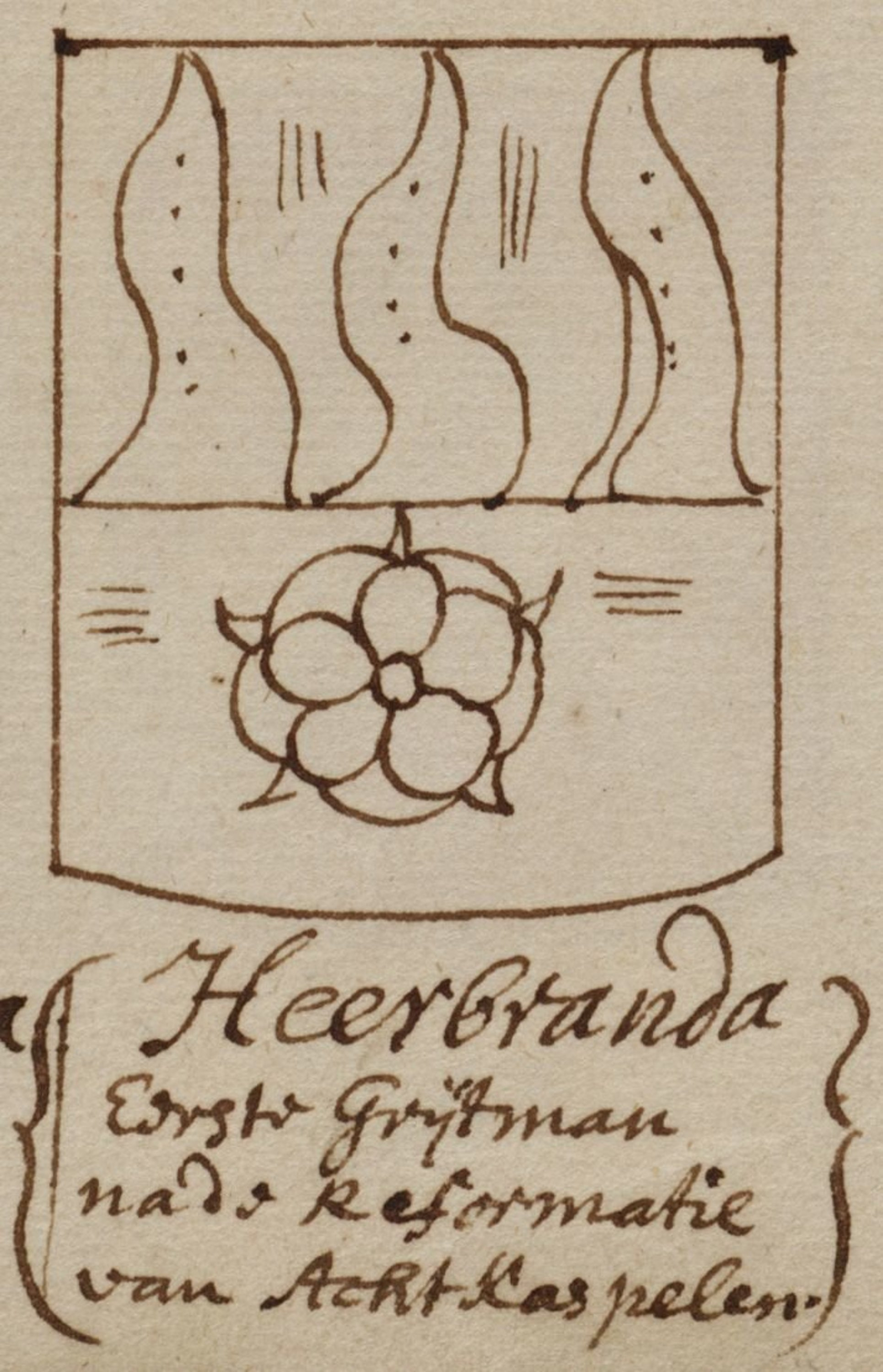
Wapen Van Herbranda in het Wapen- en Vlaggenboek van Gerrit Hesman (1708).
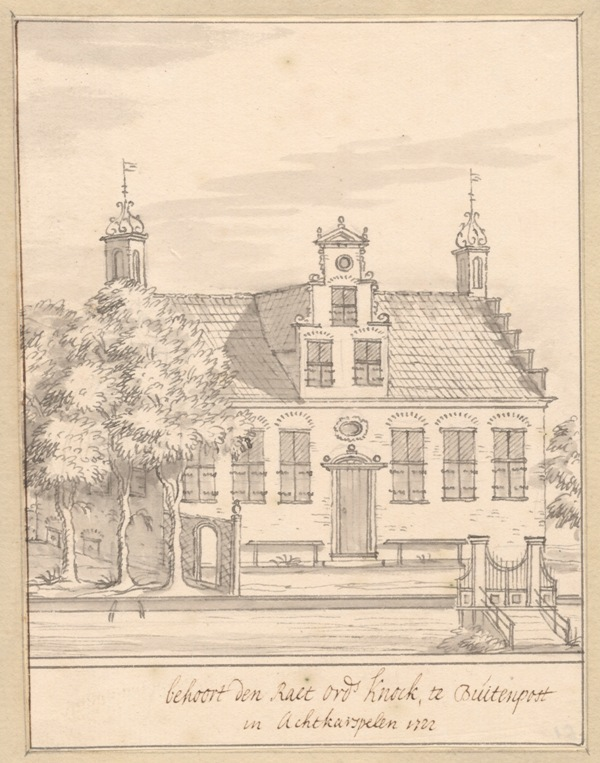
De Herbrandastate te Buitenpost op een tekening van Jacobus Stellingwerff.

## Huwelijk en kinderen
Van Herbranda trouwde met een verder onbekende dochter van Friese Meynsma. Na haar overlijden hertrouwde Van Herbanda met Olsck Luersma, een telg uit een familie van kleine hoofdelingen en eigenerfden uit Feerwerd. Deze Olsck was een zus van Teth Luersma, de vrouw van Jancko Douwama. Met Olsck kreeg Botte twee kinderen:
- Haye van Herbranda (ca. †1540), trouwde met ene Katharina die na Hayes dood hertrouwde met Pier Sjaarda.
- Luts van Herbranda, trouwde met Reyn Douwez.